# Ein Fall für zwei: Zahltag
Zahltag ist der Titel der 48. Episode der Krimiserie Ein Fall für zwei mit Günter Strack und Claus Theo Gärtner in den Hauptrollen.

## Handlung
Drei maskierte Jugendliche führen einen dilettantischen Banküberfall durch, bei dem sie exakt 17.000 DM fordern. Als die alarmierte Polizei eintrifft, nehmen die Täter spontan die zufällig anwesende Jugendliche Madeleine Schering als Geisel. Einer der Bankräuber wird durch einen Schuss seitens der Polizei schwer verletzt. Madeleine schlägt im Fluchtwagen vor, man könne zu ihr nach Hause fahren, da ihr Vater Arzt sei. Sie versucht diesen von dort aus telefonisch zu erreichen. Er befindet sich allerdings ausnahmsweise nicht an seinem üblichen Arbeitsplatz in der Nähe, sondern an der Universität in Marburg. Die Bankräuber beschließen, auf seine Heimkehr zu warten. Die Polizei trifft vor dem Haus ein und versucht zudem, telefonischen Kontakt zu den Tätern herzustellen. Eine Stürmung des Hauses wird in Erwägung gezogen. Madeleine versorgt die Wunde des Verletzten notdürftig.
Madeleines Mutter bittet Rechtsanwalt Dr. Renz um Hilfe. Um ihre Tochter nicht zu gefährden, möchte sie den Polizeieinsatz unterbinden. Die Geiselnehmer bieten an, Madeleine im Tausch gegen eine andere Geisel freizulassen. Renz bietet sich als Austauschgeisel an. Die Täter geben vor, sich darauf einzulassen, behalten daraufhin allerdings sowohl Renz als auch Madeleine in ihrer Gewalt. Da das Eintreffen von Madeleines Vater sich noch eine Weile hinziehen werde, schlägt Renz vor, seine Hausärztin Frau Dr. Moralt hinzuzuziehen. Als er diese telefonisch nicht erreicht, bittet er den Privatdetektiv Josef Matula, sie zu finden. Währenddessen versucht Renz, den Tätern die Ausweglosigkeit ihrer Aktion zu verdeutlichen.
Dr. Moralt und Matula treffen am Ort des Geschehens ein. Matula handelt mit einem der Räuber aus, dass Frau Moralt das Haus wieder verlassen dürfe, sobald sie ihren ärztlichen Einsatz beendet habe. Sie stellt schließlich den Tod des Verletzten fest, verlässt daraufhin das Haus und berichtet der Polizei und Matula davon. Dieser versucht, mit den zwei verbliebenen Tätern zu verhandeln, die inzwischen eine Million DM und einen neuen Fluchtwagen verlangen. Das Geld wird von der Zentralbank mit zeitlicher Verzögerung bereitgestellt. Matula übergibt daraufhin vorerst lediglich den Fluchtwagen. Die Täter beschließen jedoch, vor Ort auf das Geld zu warten.
Am Abend verliert einer der Täter die Geduld, verlässt das Haus und wird von der Polizei angeschossen. Schwer verletzt verrät er daraufhin den Namen seines einzig verbliebenen Komplizen Bernhard Schlagheck. Dessen vermögende Eltern werden umgehend von der Polizei zum Tatort beordert. Sie sind Dr. Renz bekannt. Matula übergibt das inzwischen eingetroffene Lösegeld, welches der Millionärssohn Bernhard teilweise im Kamin verbrennt, da er die Ausweglosigkeit seiner Situation erkennt. Er lässt daraufhin Madeleine und Dr. Renz das Haus verlassen. Bernhards Mutter sucht diesen schließlich im Haus auf und bewegt ihn zur endgültigen Aufgabe.

## Hintergrund

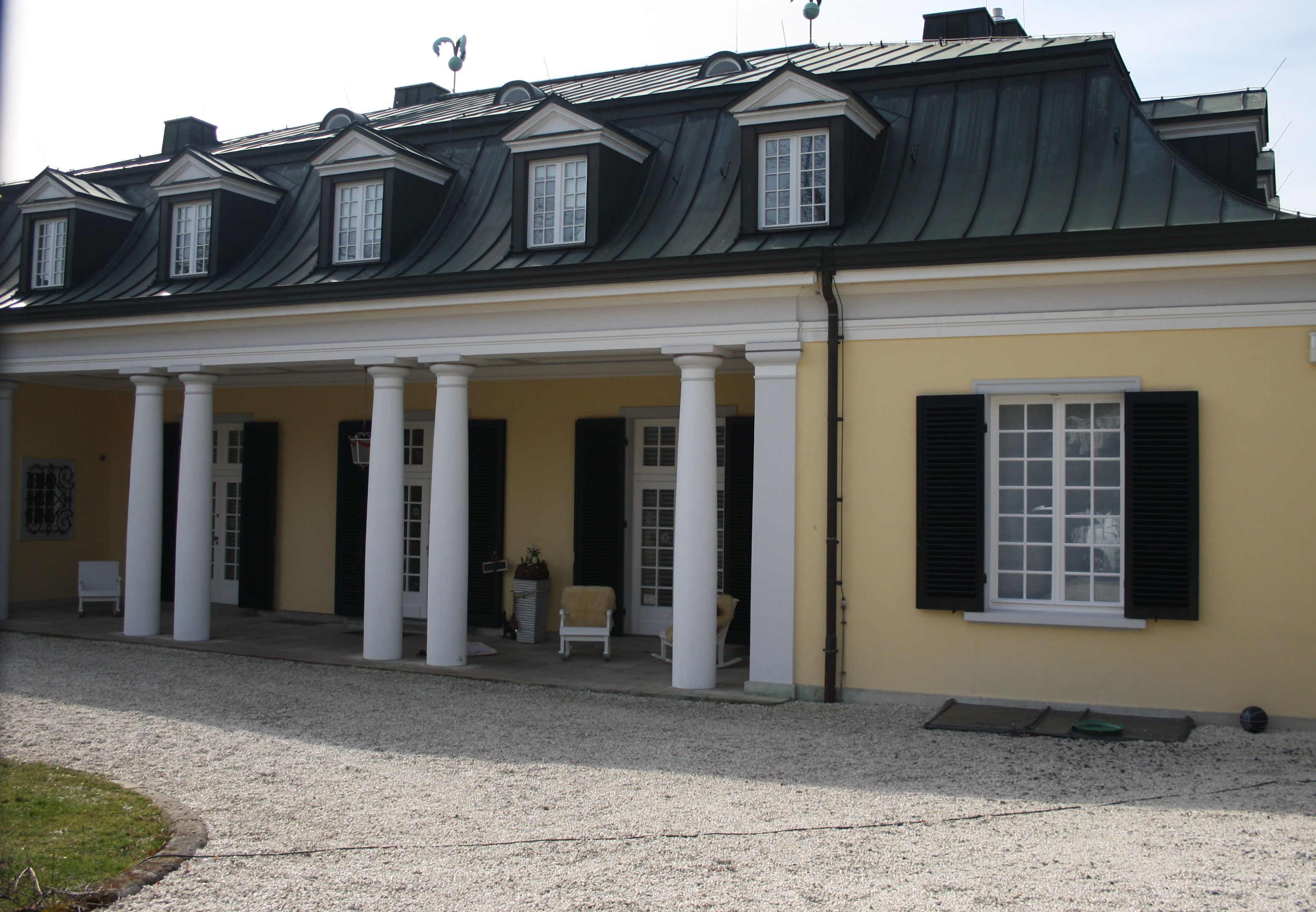
Henkell-Villa, aufgenommen aus vergleichbarer Perspektive wie in der Episode

Die Episode wurde überwiegend im Rhein-Main-Gebiet gedreht. Ein Großteil der Dreharbeiten fand lediglich innerhalb beziehungsweise unmittelbar vor einem einzigen Wohnhaus statt, und zwar dem der fiktiven Familie Schering.
Als Wohnhaus der Familie Schlagheck wurde die Henkell-Villa in Wiesbaden-Nordost gezeigt.